# Кристи, Джордж
Сэр Джордж Кристи (англ. George Christie; 31 декабря 1934 — 7 мая 2014, Глайндборн, Восточный Суссекс, Великобритания) — британский оперный менеджер, основатель Глайндборнского оперного фестиваля.

## Биография
Родился в семье оперного менеджера Джона Кристи и певицы Одри Майлдмэй. В 1958 г. сменил своего отца, став руководителем Глайндборнского оперного фестиваля и оперного театра. В последующие пятьдесят лет из семейного мероприятия он создал оперный фестиваль международного уровня. В 1968 г. основал гастрольную оперу Glyndebourne Touring Opera, что не только значительно расширило аудиторию фестиваля, но способствовало его популярности в мире.
Он также основал в 1968 году образовательную программу для работы со школьниками в рамках молодёжных оперных постановок. В 1994 г. открыл в Глайндборне здание нового оперного театра стоимостью 33 миллиона британских фунтов.
За свои заслуги в 1984 г. королевой Елизаветой II был возведен в рыцари, а также в 2001 г. стал кавалером ордена Кавалеров почёта. В 2013 г. в Лондоне ему также была вручена Opera Awards за пожизненные заслуги.
В 1999 г. передал руководство своему сыну Гасу Кристи.